# 南龙铁路
南龙线也称南三龙铁路，是中国福建省南平市、三明市、龙岩市之间的铁路，与合福客运专线、昌福铁路、龙厦铁路、赣龙铁路构建成为环闽快速铁路网，於2013年12月开工。
南三龙铁路从合福客运专线延平站（原南平北站）引出，经沙县、三明、永安、漳平，引入龙岩站，新建正线长度246.55千米，总工期4年，预计2018年底完工。2018年9月27日开始联调联试，2018年11月30日开始不载客试运行，2018年12月29日开通运营。

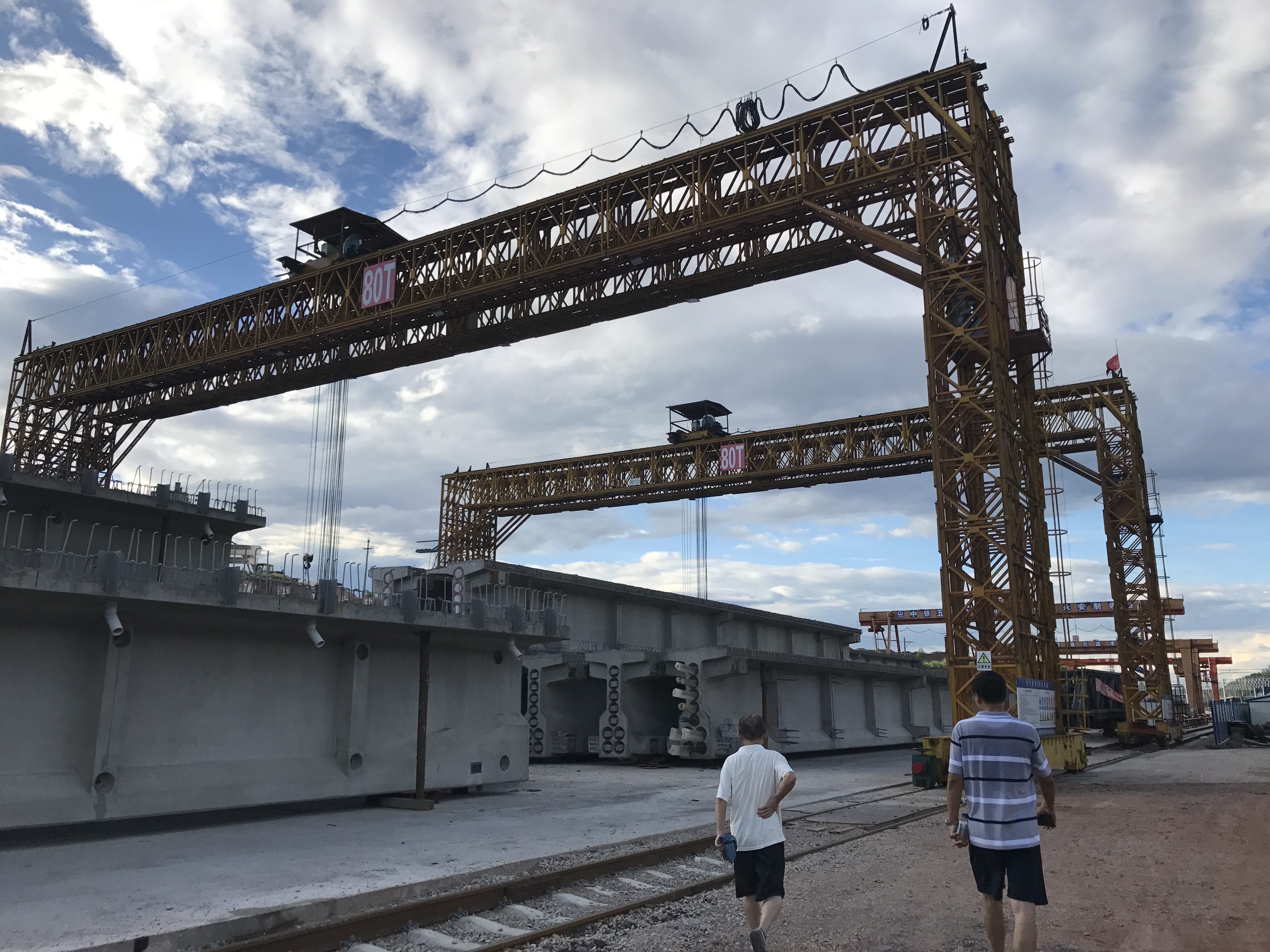
建设中的南龙铁路，Nan Long railway under construction, Aug 2017

## 沿途车站
全线设延平、延平西、三明北、三明、永安南、双洋、漳平西、雁石南、龙岩等9个站。

## 事故
2015年3月15日上午8时50分，南平市延平区西芹镇中坪村境内的南三龙铁路2标段乾山2号斜井发生一起爆炸事故，造成施工人员2死7伤。